# Vysokorychlostní trať Šanghaj – Kchun-ming
Vysokorychlostní trať Šanghaj – Kchun-ming (čínsky v českém přepisu chu-kchun kao-su tchie-lu, pchin-jinem hùkūn gāosù tiělù, znaky 沪昆高速铁路) je dvoukolejná elektrifikovaná vysokorychlostní trať v Čínské lidové republice vedoucí ze Šanghaje na východním pobřeží Číny do Kchun-mingu, hlavního města provincie Jün-nan, v jihozápadní Číně. Celá trať také zároveň tvoří Koridor Šanghaj – Kchun-ming (čínsky v českém přepisu chu-kchun tchung-tao, pchin-jinem hùkūn tōngdào, znaky zjednodušené 沪昆通道), jeden z osmi východozápadních (horizontálních) koridorů budovaných v rámci čínské sítě „Osmi vertikálních a osmi horizontálních“ vysokorychlostních železničních koridorů.
Mimo město Šanghaj a provincii Jün-nan, trať dále vede přes provincie Če-ťiang, Ťiang-si, Chu-nan a Kuej-čou. Její vybudování zkrátilo dobu pozemní cesty mezi cílovými místy zhruba na třetinu doby původní, ze 34 hodin na 11. Trať vede víceméně souběžně se starší železniční tratí Šanghaj – Kchun-ming. Celý koridor, resp. trať, se skládá ze tří úseků: vysokorychlostní tratě Šanghaj – Chang-čou, vysokorychlostní tratě Chang-čou – Čchang-ša a vysokorychlostní tratě Čchang-ša – Kchun-ming.

## Trasa
Pro podrobný seznam stanic viz jednotlivé úseky koridoru.
| Úsek                                | Maximální rychlost km/h | Délka úseku km | Stav      | Začátek výstavby  | Uvedení do provozu |
| ----------------------------------- | ----------------------- | -------------- | --------- | ----------------- | --- |
| Šanghaj – Chang-čou 沪杭高速铁路    | 350                     | 160            | V provozu | 26. února 2009    | 26. října 2010 |
| Chang-čou – Čchang-ša 杭长高速铁路  | 350                     | 933            | V provozu | 22. prosince 2009 | 10. prosince 2014 (úsek Chang-čou – Nan-čchang) 16. září 2014 (úsek Nan-čchang –Čchang-ša)                                                    |
| Čchang-ša – Kchun-ming 长昆高速铁路 | 350                     | 1158           | V provozu | 26. března 2010   | 16. prosince 2014 (úsek Čchang-ša – Sin-chuang) 18. června 2015 (úsek Sin-chuang – Kuej-jang) 28. prosince 2016 (úsek Kuej-jang – Kchun-ming) |
| Šanghaj – Kchun-ming                | 350                     | 2252           | V provozu | 26. února 2009    | 28. prosince 2016 |

## Mapa trasy